# Serrat dels Clots (Rialp)
El Serrat dels Clots  és una serra situada al municipi de Rialp a la comarca del Pallars Sobirà, amb una elevació màxima de 2.183 metres.